# Гастингс, Джордж, 1-й граф Хантингдон
Джордж Гастингс (англ. George Hastings; 1488, Эшби-де-ла-Зуш, Лестершир, Королевство Англия — 24 марта 1544, Сток-Поуг, Бакингемшир, Королевство Англия) — английский аристократ, 3-й барон Гастингс с 1506 года, 1-й граф Хантингдон с 1529 года, 5-й барон Хангерфорд, 3-й барон Молейнс и 6-й барон Ботро с 1533 года, рыцарь Бани. Был другом короля Генриха VIII, поддерживал Реформацию.

## Биография
Джордж Гастингс родился в 1488 году и стал старшим сыном Эдуарда Гастингса, 2-го барона Гастингса из Эшби-де-ла-Зуш, и его жены Марии Хангерфорд, 4-й баронессы Хангерфорд, 2-й баронессы Молейнс и 5-й баронессы Ботро в своём праве (suo jure). Он принадлежал к старинному роду, представители которого владели обширными землями в Центральной Англии и были связаны свойством с королевским домом. Дед Джорджа Уильям Гастингс, 1-й барон Гастингс из Эшби де Ла Зуш, принадлежал к числу самых влиятельных английских лордов эпохи Войн Алой и Белой розы и был обезглавлен в 1483 году по приказу Ричарда III.
В 1501 году Джордж был посвящён в рыцари Бани. В 1508 году, после смерти отца, он унаследовал баронский титул и семейные владения, в 1509 году занял своё место в Палате лордов. Гастингс постоянно находился при королевском дворе, участвуя во всех важных событиях: он присутствовал на Поле золотой парчи, где Генрих VIII встретился с королём Франции Франциском I (1520), встречал императора Карла V, приехавшего в Англию с визитом в 1522 году, участвовал во французских кампаниях 1513 и 1523 годов, заседал в суде над Анной Болейн, бароном Дакром и Томасом Мором. Сэр Джордж полностью поддерживал Генриха VIII в его матримониальной и церковной политике: его подпись стоит под рядом петиций к папе римскому, содержащих просьбу расторгнуть брак короля с Екатериной Арагонской, позже он стал сторонником Реформации, участвовал в разгроме Благодатного паломничества. В течение всей своей жизни Гастингс был одним из любимцев короля; тот награждал его пенсиями, поместьями и выгодными должностями, а в 1529 году пожаловал ему титул графа Хантингдона.
После смерти матери в 1533 году сэр Джордж унаследовал титулы барона Хангерфорда, Молейнса и Ботро и связанные с ними земельные владения. Он умер 24 марта 1544 года в своём поместье Сток-Поуг в Бакингемшире и был похоронен в местной церкви.

## Семья
Приблизительно в декабре 1509 года сэр Джордж женился на Анне Стаффорд, дочери Генри Стаффорда, 2-го герцога Бекингема, и Кэтрин Вудвилл, двоюродной сестре королевы Елизаветы Йоркской и двоюродной тётке Генриха VIII. В этом браке родились:
- Фрэнсис (умер в 1560), 2-й граф Хантингдон[8];
- Мария (умерла в 1533), жена Томаса Беркли, 6-го барона Беркли[9][10];
- Генри[11];
- Томас (1515—1558)[12];
- Уильям (1518—1556)[13];
- Доротея (1519 — после 1536), жена сэра Ричарда Деверё, мать Уолтера Деверё, 1-го графа Эссекса[14];
- Эдуард (1520—1572)[15].